# Jaderná elektrárna Fitzpatrick
Jaderná elektrárna Fitzpatrick (anglicky James A. FitzPatrick Nuclear Power Plant) je provozní jadernou elektrárnou ve Spojených státech. Leží poblíž města Scriba na jihovýchodním přehu jezera Ontario v Oswego County ve státě New York. Areál elektrárny se rozkládá na pozemku o velikosti 360 hektarů společně s dalšími dvěma bloky elektrárny Nine Mile Point. Elektrárnu do roku 2017 vlastnila a provozovala společnost Niagara Mohawk Power Corporation a později Power Authority of the State of New York. V roce 2017 však byla odkoupena Exelonem a od roku 2022, kdy došlo k rozdělení Exelonu elektrárnu vlastní a provozuje Constellation Energy. Jediný provozovaný reaktor elektrárny dodala a vybudovala americká společnost General Electric.

## Historie a technické informace

### Reaktor
Výstavba jediného bloku elektrárny započala 1. září 1968. Jedná se o varný reaktor typu BWR-4 od General Electric. Jeho hrubý výkon je 849 MW a čistý výkon po odečetení vlastních potřeb bloku činí 813 MW. Do rozvodné sítě byl poprvé blok připojen 17. listopadu 1974 a do komerčního provozu byl uveden 28. července 1975.
Blok má od NRC udělenou provozní licenci do 17. října 2034.

### Okolní obyvatelstvo
NRC definuje dvě zóny havarijního plánování kolem jaderných elektráren. První o poloměru 16 kilometrů, která se týká především vystavení radioaktivní kontaminace vzduchu a poté druhou o poloměru 80 kilometrů, jež se zabývá kontaminací potravin a vody.
Podle studie NRC zveřejněné v srpnu 2010 byl odhad každoročního rizika zemětřesení dostatečně silného na to, aby způsobilo poškození aktivní zóny reaktoru 1 ku 163 934.

### Uzavření
Dne 2. listopadu 2015 bylo tehdejší provozní společností oznámeno, že je plánováno jadernou elektrárnu trvale odstavit, protože její provoz začíná být příliš nákladný a nevyplatí se. Zisky jaderného průmyslu byly vytlačeny energetickými společnostmi, které nakupují levnější energii z elektráren na zemní plyn. Bylo proto nutné zavést dotace, které podpoří provoz ekologičtějších jaderných elektráren a zabrání tak jejich uzavírání.
V srpnu 2016 bylo společností Exelon oznámeno, že má o jadernou elektrárnu zájem. Exelon formálně získal vlastnictví a provoz jaderné elektrárny Fitzpatrick 31. března 2017. Cena prodeje byla 110 milionů dolarů v tehdejších cenách.

## Informace o reaktorech
| Reaktor       | Typ reaktoru  | Výkon  | Výkon  | Zahájení výstavby | Připojení k síti | Uvedení do provozu | Uzavření |
| Reaktor       | Typ reaktoru  | Čistý  | Hrubý  | Zahájení výstavby | Připojení k síti | Uvedení do provozu | Uzavření |
| ------------- | ------------- | ------ | ------ | ----------------- | ---------------- | ------------------ | -------- |
| Fitzpatrick-1 | BWR-4 218-560 | 813 MW | 849 MW | 1. 9. 1968        | 17. 11. 1974     | 28. 7. 1975        |          |